# Луунья
Лу́унья (ест. Luunja alevik) — селище в Естонії, адміністративний центр волості Луунья повіту Тартумаа.

## Населення
Чисельність населення на 31 грудня 2011 року становила 518 осіб.

## Географія
Через населений пункт проходить автошлях 45 (Тарту — Ряпіна — Вярска). Від селища починаються автодороги 44 (Аовере — Луунья), 22251 (Пиввату — Луунья) та 22250 (Луунья — Кавасту — Кооза).
Територією селища тече річка Емайиґі.